# Chùa Phổ Lại
Die Chùa Phổ Lại (Pho-Lai-Pagode) ist ein Buddhistischer Tempel des Vietnamesischen Buddhistischen Sangha im Stadtteil Phong Thái der Stadt Huế in Vietnam. Der Tempel unterliegt dem Buddhistischen Kanon des Dharma und führt kulturelle Programme sowie soziale Aktivitäten in der Region durch.

## Lage
Der Tempel befindet sich etwa 20 km nordwestlich des Zentrums von Huế auf erhöhtem Gelände mit einem Hügel im Rücken, einem Lotusteich davor und umgeben von Melaleuca-Wald und Reisfeldern.

## Geschichte
Das Gelände entstand ursprünglich als Pho Lai Buddha Rezitationshalle, eingerichtet mit Beschluss Nr. 197/QĐ-UBND vom 29. Januar 2016 durch das Volkskomitee der Provinz Thừa Thiên Huế. Im selben Jahr wurde Thích Trung Hiếu zum Abt ernannt.

### Bau
- Bauzeit 2016–2021: Bau der Haupthalle (232 m², Grundsteinlegung am 28. August 2016), Küche, Wohnquartiere, Buddha-Statuen und Errichtung  einer 500 kg Glocke.[1]
- Bauzeit 2022–2025: Ergänzungen: Haupttor, Flutschutzmauer, Avalokiteśvara-Statue (16. Juni 2023), zweigeschossige Meditationshalle (100 m²), Gästehaus, Landschaftsgestaltung „Tranquil Hill“.[2]
- Am 2. Mai 2024 ernannte das Vietnamesische Buddhistische Sangha den Abt offiziell (Beschluss Nr. 106/QĐ-BTS).[3]

## Aktivitäten
Der Tempel organisiert Dharma-Unterricht, Vu-Lan-Programme, Achtsamkeitsretreats und kulturelle Veranstaltungen. Wohltätige Projekte umfassen Stipendien, Kinderprogramme und Hochwasserhilfe.

## Galerie

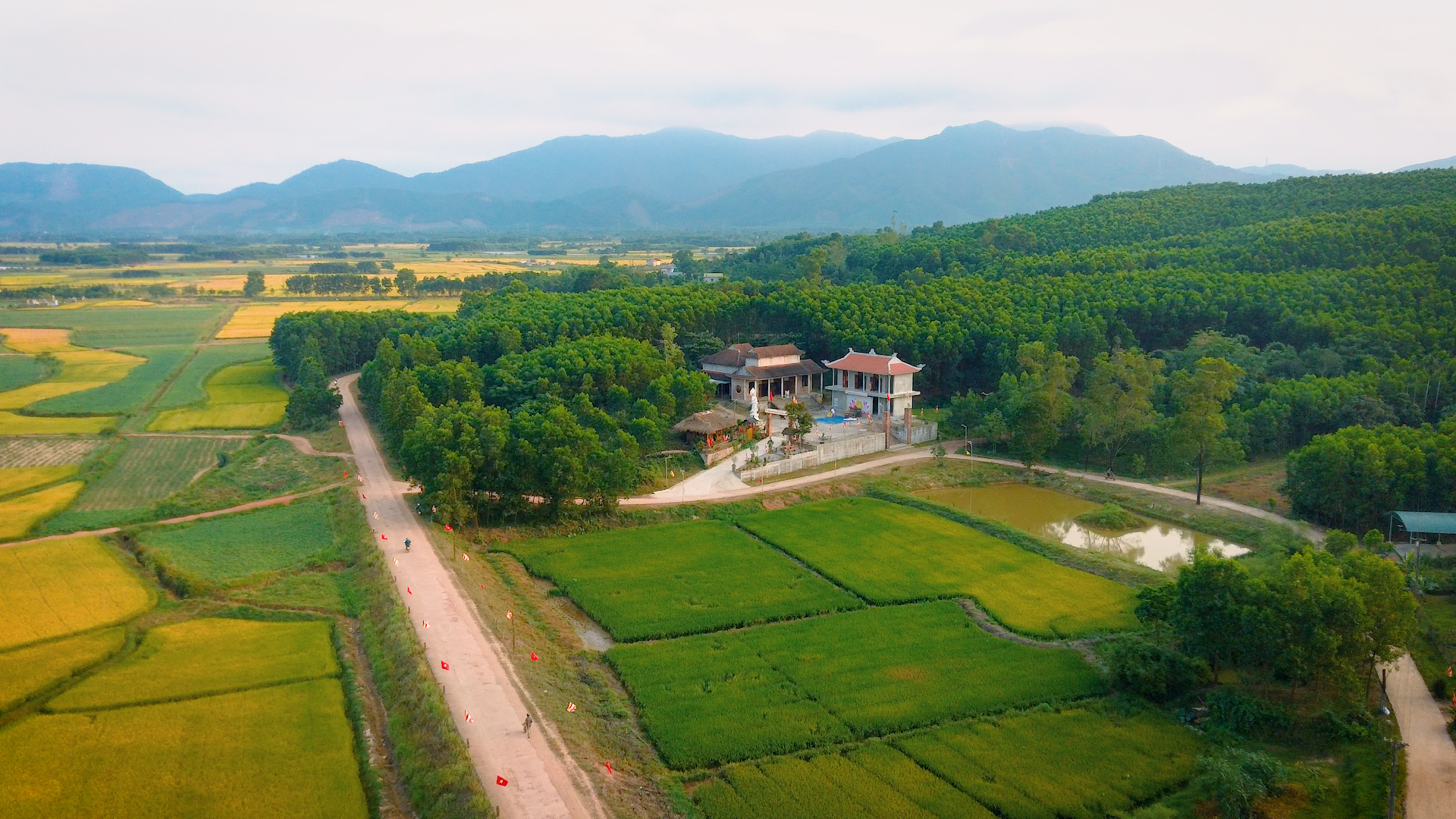
Panoramablick vom Lotusteich
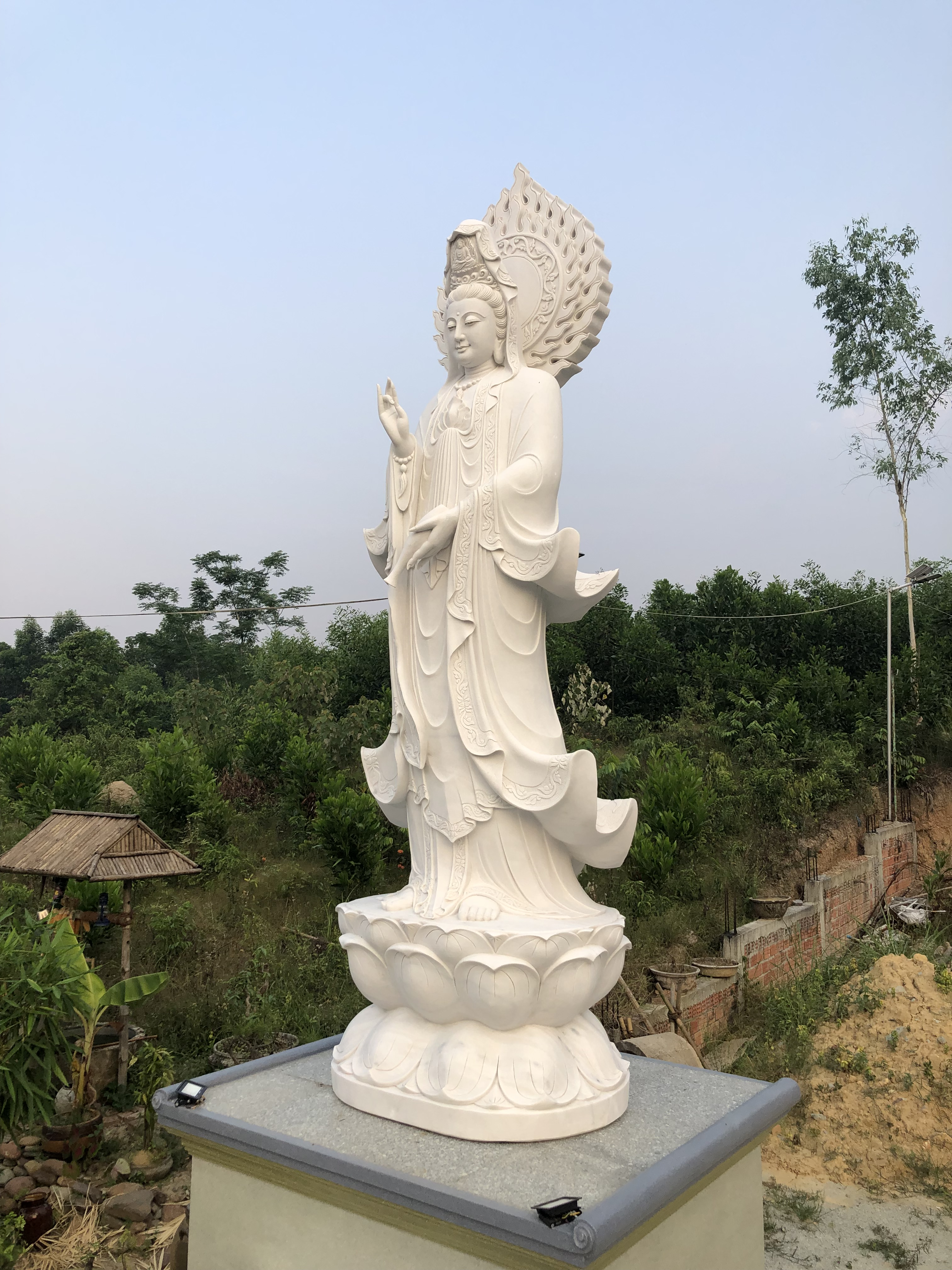
Guanyin-Statue
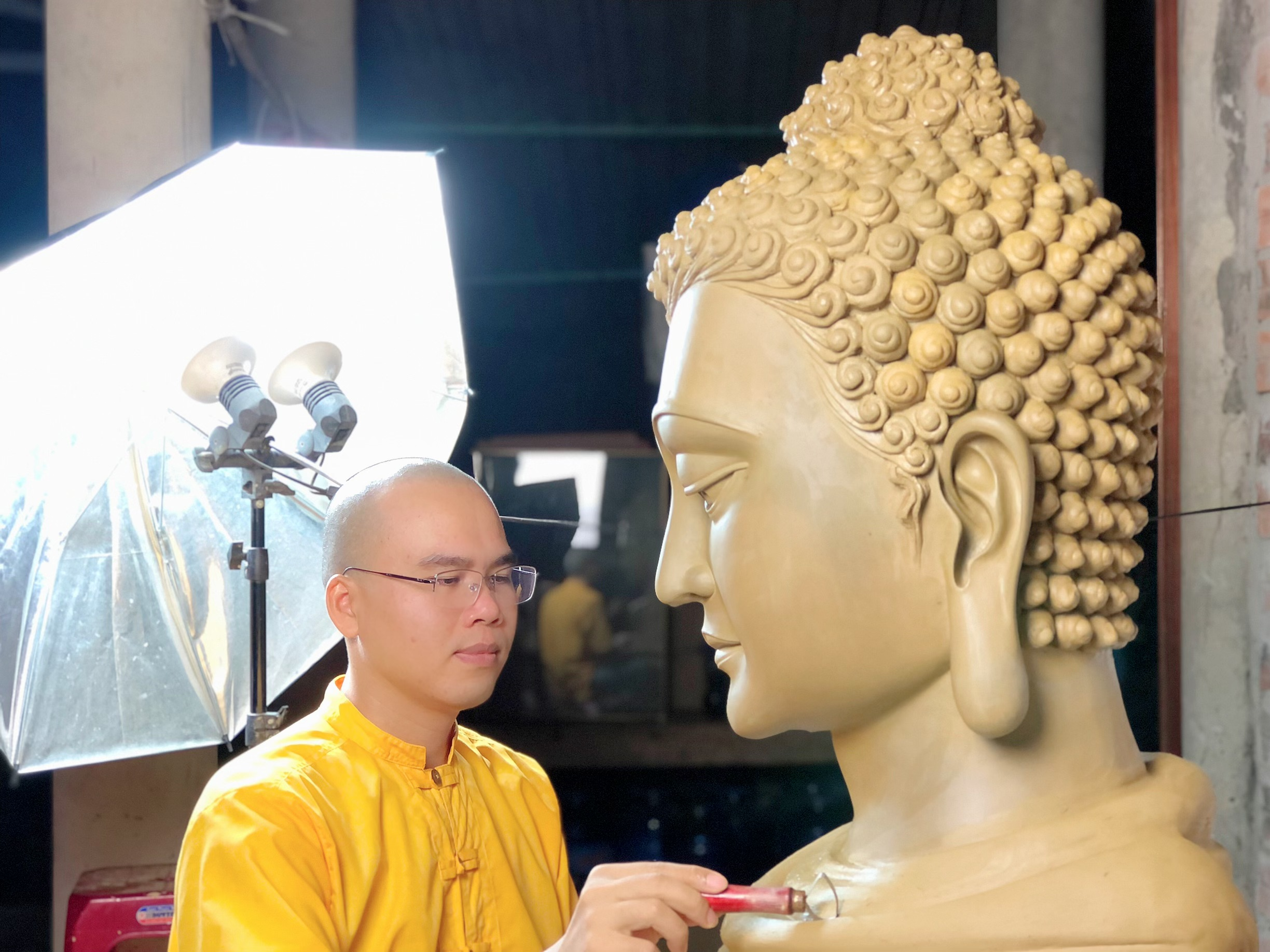
Abt Thich Trung Hieu bei der Statuen- Aufstellung (2022)